# 千葉克彦
千葉 克彦（ちば かつひこ）は、日本の脚本家。

## 来歴
1986年、小山高生が主宰するシナリオ学校「アニメシナリオハウス」の第2期生となり、翌年『ハイスクール!奇面組』第79話「事代先生の宝クジ騒動」でデビューする。その後、同シナリオハウスの主宰だった小山が設立した「ぶらざあのっぽ」を経て、現在はフリーで活動中。
隅沢克之、大和屋暁、加戸誉夫監督との仕事が多い。「カブトボーグ」での奇想天外なギャグ脚本で一躍有名になったが、SFも本領であり、シリーズ構成で関わった「FREEDOM」においてはシナリオのみならず設定面でもプロジェクトを補佐していた。

## 参加作品

### テレビアニメ
1987年
- ハイスクール!奇面組（脚本）

1990年
- かりあげクン（脚本）
- NG騎士ラムネ&40（1990年 - 1991年、脚本）
- ロビンフッドの大冒険（1990年 - 1992年、脚本）

1991年
- 機甲警察メタルジャック（脚本）

1992年
- 宇宙の騎士テッカマンブレード（脚本）
- 元気爆発ガンバルガー（1992年 - 1993年、脚本）

1993年
- 熱血最強ゴウザウラー（1993年 - 1994年、脚本）

1995年
- 新機動戦記ガンダムW（1995年 - 1996年、脚本）
- スレイヤーズ（脚本）

1996年
- スレイヤーズNEXT（脚本）
- ガンバリスト! 駿（1996年 - 1997年、シリーズ構成・脚本）
- 爆走兄弟レッツ&ゴー!!（脚本）

1997年
- 爆走兄弟レッツ&ゴー!!WGP（脚本）

1998年
- 爆走兄弟レッツ&ゴー!!MAX（脚本）
- 星方武侠アウトロースター（シリーズ構成・脚本）
- 遊☆戯☆王（脚本）

1999年
- コレクター・ユイ（脚本）
- ∀ガンダム（脚本）

2000年
- 犬夜叉（2000年 - 2004年、脚本）
- タイムボカン2000 怪盗きらめきマン（脚本）

2001年
- ゾイド新世紀スラッシュゼロ（脚本）
- 魔法戦士リウイ（シリーズ構成・脚本）

2002年
- シャーマンキング（脚本）

2003年
- 宇宙のステルヴィア（脚本）
- E'S OTHERWISE（シリーズ構成・脚本）
- ロックマンエグゼAXESS（2003年 - 2004年、脚本）

2004年
- 陰陽大戦記（2004年 - 2005年、シリーズ構成（第26話まで）・脚本）
- ロックマンエグゼStream（2004年 - 2005年、脚本）
- ブラック・ジャック（2004年 - 2005年、脚本）

2005年
- 金色のガッシュベル!!（2005年 - 2006年、脚本）
- ロックマンエグゼBEAST（2005年 - 2006年、脚本）

2006年
- ロックマンエグゼBEAST+（脚本）
- 武装錬金（2006年 - 2007年、脚本）
- 人造昆虫カブトボーグ V×V（2006年 - 2007年、脚本）
- 流星のロックマン（2006年 - 2007年、脚本）

2007年
- Over Drive（脚本）
- BLUE DRAGON（2007年 - 2008年、脚本）
- 流星のロックマン トライブ（2007年 - 2008年、脚本）

2008年
- BLUE DRAGON 天界の七竜（2008年 - 2009年、脚本）
- To LOVEる -とらぶる-（脚本）

2010年
- メタルファイト ベイブレード 爆（2010年 - 2011年、脚本）
- NARUTO -ナルト- 疾風伝（2010年 - 2017年、脚本）

2011年
- メタルファイト ベイブレード 4D（脚本）

2012年
- トータル・イクリプス（脚本）
- イクシオン サーガ DT（2012年 - 2013年、脚本）

2013年
- ジュエルペット ハッピネス（脚本）
- デュエル・マスターズ ビクトリーV3（2013年 - 2014年、脚本）

2014年
- ベイビーステップ（シリーズ構成・脚本）
- 暴れん坊力士!!松太郎（脚本）
- レディ ジュエルペット（2014年 - 2015年、脚本）

2015年
- ベイビーステップ2（シリーズ構成・脚本）

2016年
- テラフォーマーズ リベンジ（脚本）
- アクティヴレイド -機動強襲室第八係- 2nd（脚本）
- タイガーマスクW（2016年 - 2017年、シリーズ構成・脚本）
- モンスターハンター ストーリーズ RIDE ON（2016年 - 2017年、脚本）
- トミカハイパーレスキュー ドライブヘッド 機動救急警察（脚本）

2019年
- おしりたんてい（2019年 - 2020年、脚本）
- RobiHachi（脚本）

2020年
- ハクション大魔王2020（脚本）
- ドラゴンクエスト ダイの大冒険（シリーズ構成・脚本）
- 半妖の夜叉姫 壱の章（2020年 - 2021年、脚本）

2024年
- 月刊モー想科学（脚本）

### 劇場アニメ
1991年
- 闇の司法官ジャッジ（脚本）

2005年
- 映画ブラック・ジャック ふたりの黒い医者（脚本）

2022年
- 映画おしりたんてい シリアーティ（脚本）

### OVA
1990年
- しあわせのかたち（脚本）

1992年
- 万能文化猫娘（脚本協力）
- イース 天空の神殿〜アドル・クリスティンの冒険〜（1992年 - 1993年、脚本）

1993年
- 流星機ガクセイバー（ストーリー原案）

1994年
- 覇王大系リューナイト アデュー・レジェンド（1994年 - 1995年、脚本）

1995年
- 女神天国（脚本）

1996年
- BURN-UP W（脚本）

2006年
- FREEDOM（2006年 - 2008年、シリーズ構成・脚本）

### ラジオドラマ・ドラマCD
1993年
- 宇宙英雄物語（1993年 - 1994年、シリーズ構成・脚本）

1994年
- 蓬萊学園の初恋!（脚本）

1998年
- テイルズオブデスティニー（脚本）

### 特撮
2002年
- 鋼鉄天使くるみpure（脚本）

2007年
- Kawaii! JeNny（脚本）

### 漫画
1997年
- 新機動戦記ガンダムW BATTLEFIELD OF PACIFIST（シナリオ）

2004年
- Xiphos〜新世界の墓標〜（原作）

### 小說
- 遊☆戯☆王（著者で担当、原作・イラスト：高橋和希、1999年9月3日 ISBN 978-4087030860）